# Kuta Galuh (Tiganderket)
Kuta Galuh is een bestuurslaag in het regentschap Karo van de provincie Noord-Sumatra, Indonesië. Kuta Galuh telt 765 inwoners (volkstelling 2010).